# ジャンゴ 繋がれざる者〜オリジナル・サウンドトラック
| 専門評論家によるレビュー | 専門評論家によるレビュー |
| レビュー・スコア         | レビュー・スコア         |
| 出典                     | 評価                     |
| ------------------------ | ------------------------ |
| オールミュージック       | [ 1 ]                    |
| Artistdirect             | [ 2 ]                    |
| Digital Spy              | [ 3 ]                    |
| Now                      | [ 4 ]                    |
| ピッチフォーク・メディア | (5.8/10)                 |
| 『ローリング・ストーン』 | [ 6 ]                    |
| The Courier-Journal      | [ 7 ]                    |
| 『デイリー・テレグラフ』 | [ 8 ]                    |

『ジャンゴ 繋がれざる者〜オリジナル・サウンドトラック』（Quentin Tarantino's Django Unchained: Original Motion Picture Soundtrack）は、クエンティン・タランティーノ監督による2012年の映画『ジャンゴ 繋がれざる者』のサウンドトラックである。2012年12月18日に発売された。サウンドトラックには様々なジャンルの音楽が収録され、特にマカロニ・ウェスタン作品のサウンドトラックが多くを占めている。
サウンドトラックのため、リック・ロスが「100基の黒い棺」、ジョン・レジェンドが「フー・ディッド・ザット・トゥ・ユー」、アンソニー・ハミルトンとエレイナ・ボイントンが「フリーダム」、エンニオ・モリコーネとエリサが「アンコラ・キ」を提供した。これら4曲は第85回アカデミー賞歌曲賞の審査対象75曲に選ばれたが、ノミネートには至らなかった。

## トラックリスト
| #   | タイトル                                                          | 作詞 | 作曲・編曲 | アーティスト                                                             | 時間 |
| --- | ----------------------------------------------------------------- | ---- | ---------- | ------------------------------------------------------------------------ | ---- |
| 1.  | 「ウィングド」                                                    |      |            | ジェームズ・ルッソ (ダイアログ)                                          | 0:08 |
| 2.  | 「ジャンゴ」(『続・荒野の用心棒』より)                            |      |            | ロッキー・ロバーツ & ルイス・バカロフ                                    | 2:53 |
| 3.  | 「運び屋」(『真昼の死闘』より)                                    |      |            | エンニオ・モリコーネ                                                     | 2:33 |
| 4.  | 「ならばジャンゴ、お先にどうぞ…」                                 |      |            | クリストフ・ヴァルツ & ジェイミー・フォックス (ダイアログ)               | 0:38 |
| 5.  | 「奴の名はキング」(『Lo Chiamavano King』より)                    |      |            | ルイス・バカロフ                                                         | 1:58 |
| 6.  | 「フリーダム」                                                    |      |            | アンソニー・ハミルトン & エレイナ・ボイントン                            | 3:56 |
| 7.  | 「5,000 ダラー・ニ★★ズ・アンド・ガミー・マウス・ビッチーズ」      |      |            | ドン・ジョンソン & クリストフ・ヴァルツ (ダイアログ)                     | 0:56 |
| 8.  | 「ラ・コルサ (セカンド・ヴァージョン)」(『続・荒野の用心棒』より) |      |            | ルイス・バカロフ                                                         | 2:18 |
| 9.  | 「狡猾なシュルツとシャープの死」                                  |      |            | ドン・ストラウド (ダイアログ)                                            | 0:34 |
| 10. | 「アイヴ・ガット・ア・ネイム」                                    |      |            | ジム・クロウチ                                                           | 3:15 |
| 11. | 「イ・ジョルニ・デリラ」(『怒りの荒野』より)                      |      |            | リズ・オルトラーニ                                                       | 3:05 |
| 12. | 「100基の黒い棺」                                                 |      |            | リック・ロス                                                             | 3:43 |
| 13. | 「ニカラグア」(『アンダー・ファイア』)                            |      |            | ジェリー・ゴールドスミス featuring パット・メセニー                      | 3:29 |
| 14. | 「ヒルディのお仕置き箱」                                          |      |            | サミュエル・L・ジャクソン & レオナルド・ディカプリオ (ダイアログ)        | 1:16 |
| 15. | 「シスター・サラのテーマ」(『真昼の死闘』より)                    |      |            | エンニオ・モリコーネ                                                     | 1:26 |
| 16. | 「アンコラ・キ」                                                  |      |            | エンニオ・モリコーネ & エリサ                                            | 5:08 |
| 17. | 「繋がれざる者 (ザ・ペイバック/アンタッチャブル)」                |      |            | ジェームス・ブラウン & 2パック (ジェイミー・フォックス、ダイアログ)      | 2:51 |
| 18. | 「フー・ディッド・ザット・トゥ・ユー」                            |      |            | ジョン・レジェンド                                                       | 3:48 |
| 19. | 「トゥー・オールド・トゥ・ダイ・ヤング」                          |      |            | ブラザー・デーゲ                                                         | 3:43 |
| 20. | 「ポーカー・プレイヤーの執事スティーブン」                        |      |            | サミュエル・L・ジャクソン (ダイアログ)                                   | 1:02 |
| 21. | 「ウン・モメント」(『黄金の棺』より)                              |      |            | エンニオ・モリコーネ                                                     | 2:30 |
| 22. | 「6ショッツ・2ガンズ」                                            |      |            | サミュエル・L・ジャクソン & ジェイミー・フォックス (ダイアログ)          | 0:05 |
| 23. | 「ティトリ」(『風来坊/花と夕日とライフルと…』より)                |      |            | フランコ・ミカリッツィ & Annibale with I Cantori Moderni di Alessandroni | 3:03 |
| 24. | 「Ode to Django (The D Is Silent)」(iTunesボーナストラック)       |      |            | RZA                                                                      | 4:58 |

## サウンドトラック盤未収録曲
1. 「Rito Finale」 - エンニオ・モリコーネ
2. 「Norme Con Ironie」 - エンニオ・モリコーネ
3. 「Town of Silence (2nd Version)」 - ルイス・バカロフ
4. 「Gavotte」 - グレース・コリンズ
5. 「Town of Silence」 - ルイス・バカロフ
6. 「Requiem and Prologue」 - 天野正道 & ワルシャワ国立フィルハーモニー管弦楽団
7. 「The Big Risk」 - エンニオ・モリコーネ
8. 「Minacciosamente Lontano」 - エンニオ・モリコーネ
9. 「Blue Dark Waltz」 - ルイス・バカロフ
10. 「Für Elise」 - アシュリー・トマン
11. 「Freedom」 - リッチー・ヘブンス
12. 「Ain't No Grave (Black Opium Remix)」 - ジョニー・キャッシュ
13. 「Dopo la congiura」 - エンニオ・モリコーネ

## チャートパフォーマンス
| チャート (2012/2013)                                 | 最高 順位 |
| ---------------------------------------------------- | --------- |
| アメリカ合衆国『ビルボード』トップ・サウンドトラック | 5         |
| アメリカ合衆国『ビルボード』デジタル・アルバム       | 36        |
| アメリカ合衆国『ビルボード』200                      | 53        |
| イタリア・コンピレーションズチャート                 | 2         |
| オーストリア・アルバムチャート                       | 3         |
| オランダ・アルバムチャート                           | 56        |
| ギリシャ・アルバムチャート                           | 25        |
| スイス・アルバムチャート                             | 1         |
| デンマーク・アルバムチャート                         | 14        |
| ドイツ・アルバムチャート                             | 3         |
| ニュージーランド・アルバムチャート                   | 39        |
| ノルウェー・アルバムチャート                         | 16        |
| ハンガリー・アルバムチャート                         | 14        |
| フランス・アルバムチャート                           | 7         |
| ベルギー・アルバムチャート                           | 13        |
| ポーランド・アルバムチャート                         | 5         |

## シングル
個々のトラックがシングルとして発売された。
| 年   | シングル                                                       | 最高順位 | 最高順位 | 最高順位 | 最高順位 | 出典                 |
| 年   | シングル                                                       | 米       | 墺       | 瑞西     | 仏       | 出典                 |
| ---- | -------------------------------------------------------------- | -------- | -------- | -------- | -------- | -------------------- |
| 2012 | 「フリーダム」 (アンソニー・ハミルトン & エレイナ・ボイントン) |          | 46       | 32       | 28       | [ 19 ] [ 20 ] [ 21 ] |
| 2013 | 「ジャンゴ」 (ロッキー・ロバーツ & ルイス・バカロフ)           |          |          |          | 189      | [ 22 ]               |

## クレジット
- エグゼクティブ・ミュージック・プロデューサー: クエンティン・タランティーノ
- ミュージック・スーパーバイザー: メアリー・ラモス
- サウンドトラック・プロデューサー: ステイシー・シェア、レジナルド・ハドリン、ピラー・サヴォン、ホリー・アダムス
- レーベル・サウンドトラック・プロデューサー: トム・ホエイリー